# モートン・ハルケット

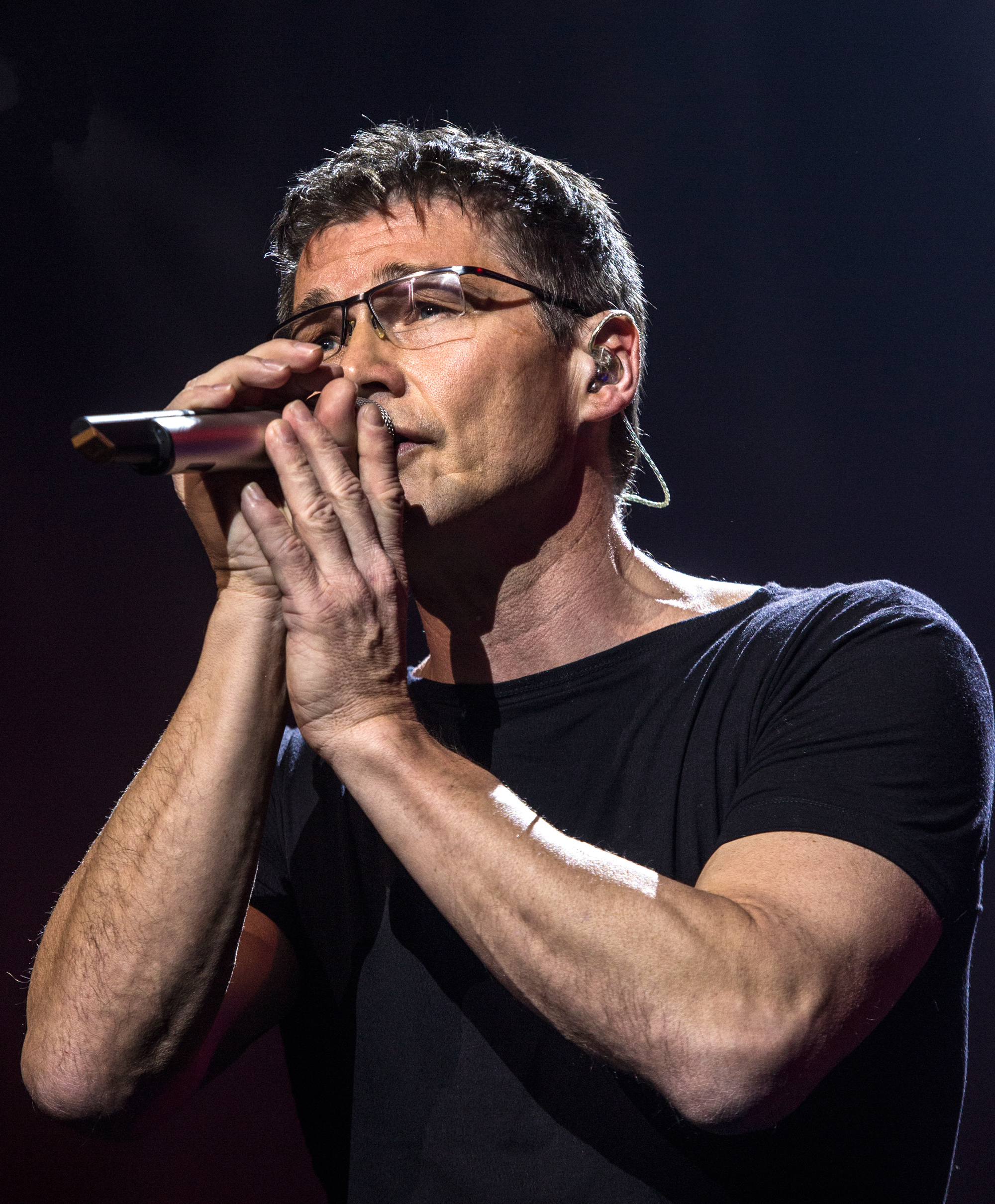
モートン・ハルケット

モートン・ハルケット（Morten Harket、1959年9月14日 - ）はノルウェー・コングスベルグ出身の歌手。
ノルウェーのポップ/ロックバンド、a-haのメンバー。
1984年にシングル『Take On Me』でデビュー以来、a-haのリードボーカルをつとめている。バリトンからファルセットまで広い声域をいかした、感情表現豊かな歌唱が高く評価されている。
1993年以降は、ソロ作品も発表している。1995年リリースの『Wild Seed』は本国ノルウェーを中心とする北欧で記録的な大ヒットとなり、その年のノルウェーのグラミー賞にあたる「Spelleman Award」の主要部門(最優秀歌曲賞、最優秀アルバム賞、男性ソロアーティスト賞、スペレマン・アウォード）を制覇している。
2010年のa-ha解散後、2012年3月に解散後初のアルバムI'm the oneをリリース。ヨーロッパ各地、南米を対象としたワールドツアーを行った。同年9月14日の自分の誕生日には、オスロでコンサートおよびa-haのファンパーティが開かれ、世界中からファンが集まった。

## ソロ作品ディスコグラフィ
アルバム
- Poetenes Evangelium (1993年)
- Wild Seed (1995年)
- Vogts Villa (1996年)
- Letter from Egypt (2008年)
- Out of my hands (2012年）
- Brother(2014年）

シングル
- A Kind of Christmas Card (1995年)
- Spanish Steps (1996年)
- Los Angeles (1996年)
- Heaven's Not for Saints (Let It Go) (1996年)
- Tilbake Til Livet　(1996年)
- Herre i Drømmen　(1996年)
- Jungle of Beliefs (1999年)
- A Jester In Our Town (1999年)
- Movies (2007年)
- Darkspace (You're With Me) (2008年)
- Lightning (ノルウェーのみ発売/2012年）
- Scared of heights (2012年）
- I'm the one (2012年）
- Brother (2014年）
- Do you remember me? (2014年)

## 映画出演
ノルウェーの家族向け映画に脇役で出演しており、『カミーラと泥棒』では主題歌を歌っている。
- 『カミーラと泥棒』　1988年
- 『カミーラと泥棒II』1989年
- 『Yohan』　2010年

- 『白雪姫と鏡の魔女』 2012年（ノルウェー語吹き替え版：王様役）

TV2のインタビューでは「スパイダーマン役をオファーされたが断った」としている。（注釈１）
また、『白雪姫と鏡の魔女』のノルウェー語吹き替え版では、娘のトミーネ・ハルケットが白雪姫の役を、モートンが王様の役を吹き替えており共演している。

## 婚歴
- no:Camilla Malmquist Harket -  元妻
- Inez Andersson - 現在のパートナー